# Geüs-d'Oloron
Pour les articles homonymes, voir Oloron.
Ne doit pas être confondu avec Géus-d'Arzacq.
Geüs-d'Oloron (en béarnais Gèus-d’Auloron ou Gèus-d’Aulouroû) est une commune française, située dans le département des Pyrénées-Atlantiques en région Nouvelle-Aquitaine.

## Géographie

### Localisation
La commune de Geüs-d'Oloron se trouve dans le département des Pyrénées-Atlantiques, en région Nouvelle-Aquitaine.
Elle se situe à 45 km par la route de Pau, préfecture du département, et à 13 km d'Oloron-Sainte-Marie, sous-préfecture.
Les communes les plus proches sont : 
Saint-Goin (0,6 km), Préchacq-Josbaig (1,6 km), Géronce (1,7 km), Aren (1,8 km), Saucède (2,6 km), Préchacq-Navarrenx (3,0 km), Orin (3,4 km), Poey-d'Oloron (3,5 km).
Sur le plan historique et culturel, Geüs-d'Oloron fait partie de la province du Béarn, qui fut également un État et qui présente une unité historique et culturelle à laquelle s’oppose une diversité frappante de paysages au relief tourmenté.

### Communes limitrophes
Les communes limitrophes sont  Aren, Barcus et Saint-Goin.
|        | Aren          |            |
|        | Geüs-d'Oloron |            |
| Barcus |               | Saint-Goin |

Au nord, le territoire de Préchacq-Josbaig n'est séparé que de quelques mètres, la largeur de la route départementale 325 qui relie les deux parties de la commune d'Aren et qui appartient à cette dernière.
La commune de Geüs-d'Oloron est située dans la vallée de Josbaig.

### Hydrographie

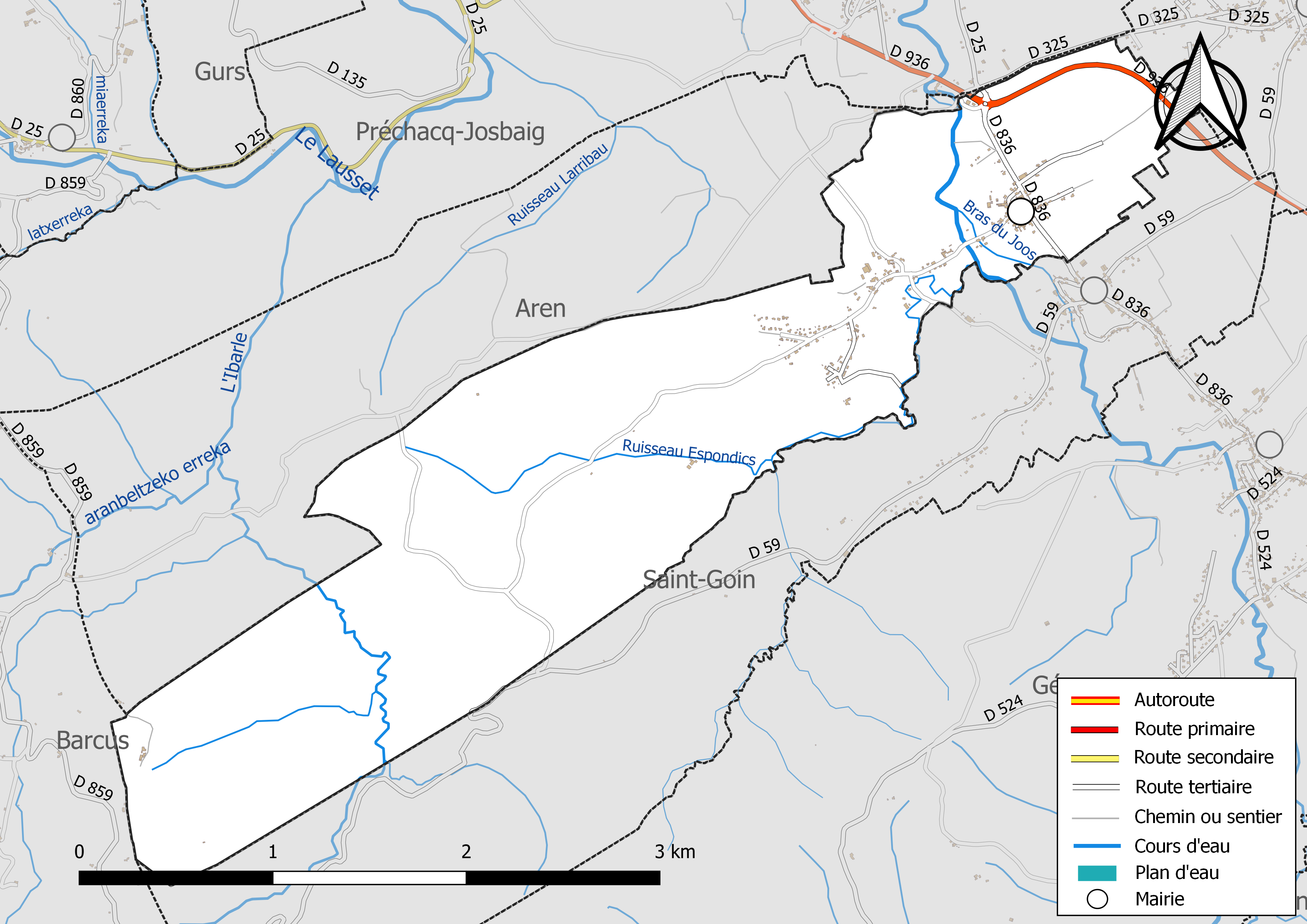
Réseaux hydrographique et routier de Geüs-d'Oloron.

La commune est drainée par le Joos, L'Ibarle, un bras du Joos, le ruisseau Espondics, et par divers petits cours d'eau, constituant un réseau hydrographique de 9 km de longueur totale,.
Le Joos, d'une longueur totale de 35,6 km, prend sa source dans la commune de Montory et s'écoule du sud vers le nord. Il traverse la commune et se jette dans le gave d'Oloron à Préchacq-Josbaig, après avoir traversé 11 communes.

### Climat
Pour des articles plus généraux, voir Climat de la Nouvelle-Aquitaine et Climat des Pyrénées-Atlantiques.
Historiquement, la commune est exposée à un climat de montagne.  
En 2020, Météo-France publie une typologie des climats de la France métropolitaine dans laquelle la commune est toujours exposée à un climat de montagne et est dans la région climatique Pyrénées atlantiques, caractérisée par une pluviométrie élevée (>1 200 mm/an) en toutes saisons, des hivers très doux (7,5 °C en plaine) et des vents faibles.
Pour la période 1971-2000, la température annuelle moyenne est de 13,3 °C, avec une amplitude thermique annuelle de 13,8 °C. Le cumul annuel moyen de précipitations est de 1 224 mm, avec 11,4 jours de précipitations en janvier et 8,6 jours en juillet. Pour la période 1991-2020, la température moyenne annuelle observée sur la station météorologique la plus proche, située sur la commune d'Oloron-Sainte-Marie à 10 km à vol d'oiseau, est de 13,1 °C et le cumul annuel moyen de précipitations est de 1 491,4 mm,. Pour l'avenir, les paramètres climatiques de la commune estimés pour 2050 selon différents scénarios d’émission de gaz à effet de serre sont consultables sur un site dédié publié par Météo-France en novembre 2022.

### Milieux naturels et biodiversité

#### Réseau Natura 2000
Le réseau Natura 2000 est un réseau écologique européen de sites naturels d'intérêt écologique élaboré à partir des Directives « Habitats » et « Oiseaux », constitué de zones spéciales de conservation (ZSC) et de zones de protection spéciale (ZPS).
Un site Natura 2000 a été défini sur la commune au titre de la « directive Habitats » : « le gave d'Oloron (cours d'eau) et marais de Labastide-Villefranche », d'une superficie de 2 547 ha, une rivière à saumon et écrevisse à pattes blanches,.

#### Zones naturelles d'intérêt écologique, faunistique et floristique
L’inventaire des zones naturelles d'intérêt écologique, faunistique et floristique (ZNIEFF) a pour objectif de réaliser une couverture des zones les plus intéressantes sur le plan écologique, essentiellement dans la perspective d’améliorer la connaissance du patrimoine naturel national et de fournir aux différents décideurs un outil d’aide à la prise en compte de l’environnement dans l’aménagement du territoire.
Une ZNIEFF de type 2 est recensée sur la commune, : 
le « bassin versant du Lausset et du Joos : bois, landes et zones tourbeuses » (19 519,13 ha), couvrant 23 communes du département.

## Urbanisme

### Typologie
Au 1er janvier 2024, Geüs-d'Oloron est catégorisée commune rurale à habitat dispersé, selon la nouvelle grille communale de densité à sept niveaux définie par l'Insee en 2022.
Elle est située hors unité urbaine. Par ailleurs la commune fait partie de l'aire d'attraction d'Oloron-Sainte-Marie, dont elle est une commune de la couronne,. Cette aire, qui regroupe 44 communes, est catégorisée dans les aires de moins de 50 000 habitants,.

### Occupation des sols

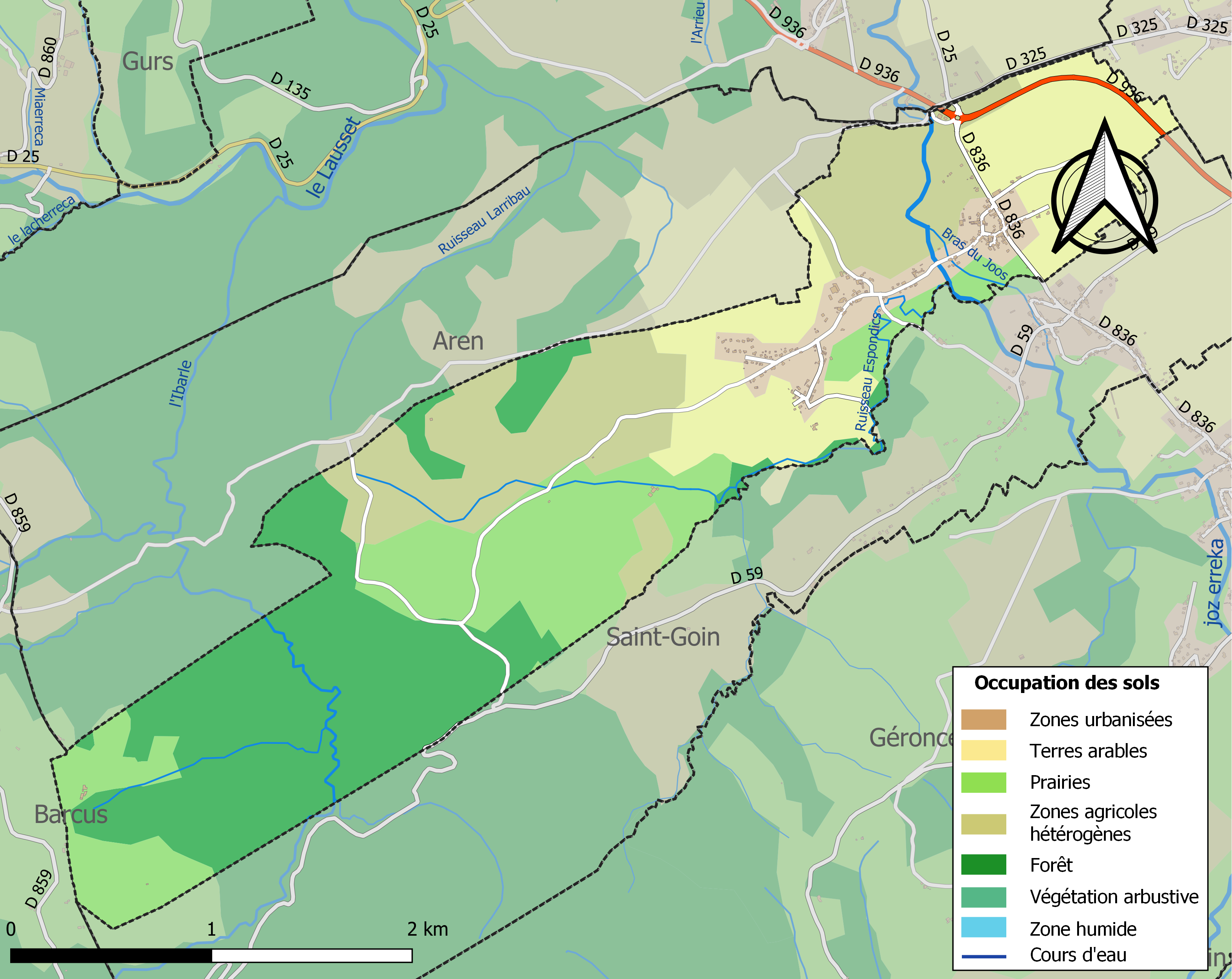
Carte des infrastructures et de l'occupation des sols de la commune en 2018 (CLC).

L'occupation des sols de la commune, telle qu'elle ressort de la base de données européenne d’occupation biophysique des sols Corine Land Cover (CLC), est marquée par l'importance des territoires agricoles (63,2 % en 2018), une proportion sensiblement équivalente à celle de 1990 (63 %). La répartition détaillée en 2018 est la suivante : 
forêts (30,7 %), zones agricoles hétérogènes (22,7 %), prairies (22,1 %), terres arables (18,4 %), zones urbanisées (6,1 %). L'évolution de l’occupation des sols de la commune et de ses infrastructures peut être observée sur les différentes représentations cartographiques du territoire : la carte de Cassini (XVIIIe siècle), la carte d'état-major (1820-1866) et les cartes ou photos aériennes de l'IGN pour la période actuelle (1950 à aujourd'hui).

### Lieux-dits et hameaux
- Bourguet ;
- Daillens ;
- Libarnes ;
- Village.

### Risques majeurs
Le territoire de la commune de Geüs-d'Oloron est vulnérable à différents aléas naturels : météorologiques (tempête, orage, neige, grand froid, canicule ou sécheresse), inondations et séisme (sismicité moyenne). Un site publié par le BRGM permet d'évaluer simplement et rapidement les risques d'un bien localisé soit par son adresse soit par le numéro de sa parcelle.
Certaines parties du territoire communal sont susceptibles d’être affectées par le risque d’inondation par une crue à  débordement lent de cours d'eau, notamment le Joz erreka. La commune a été reconnue en état de catastrophe naturelle au titre des dommages causés par les inondations et coulées de boue survenues en 1982, 2008, 2009 et 2021,.

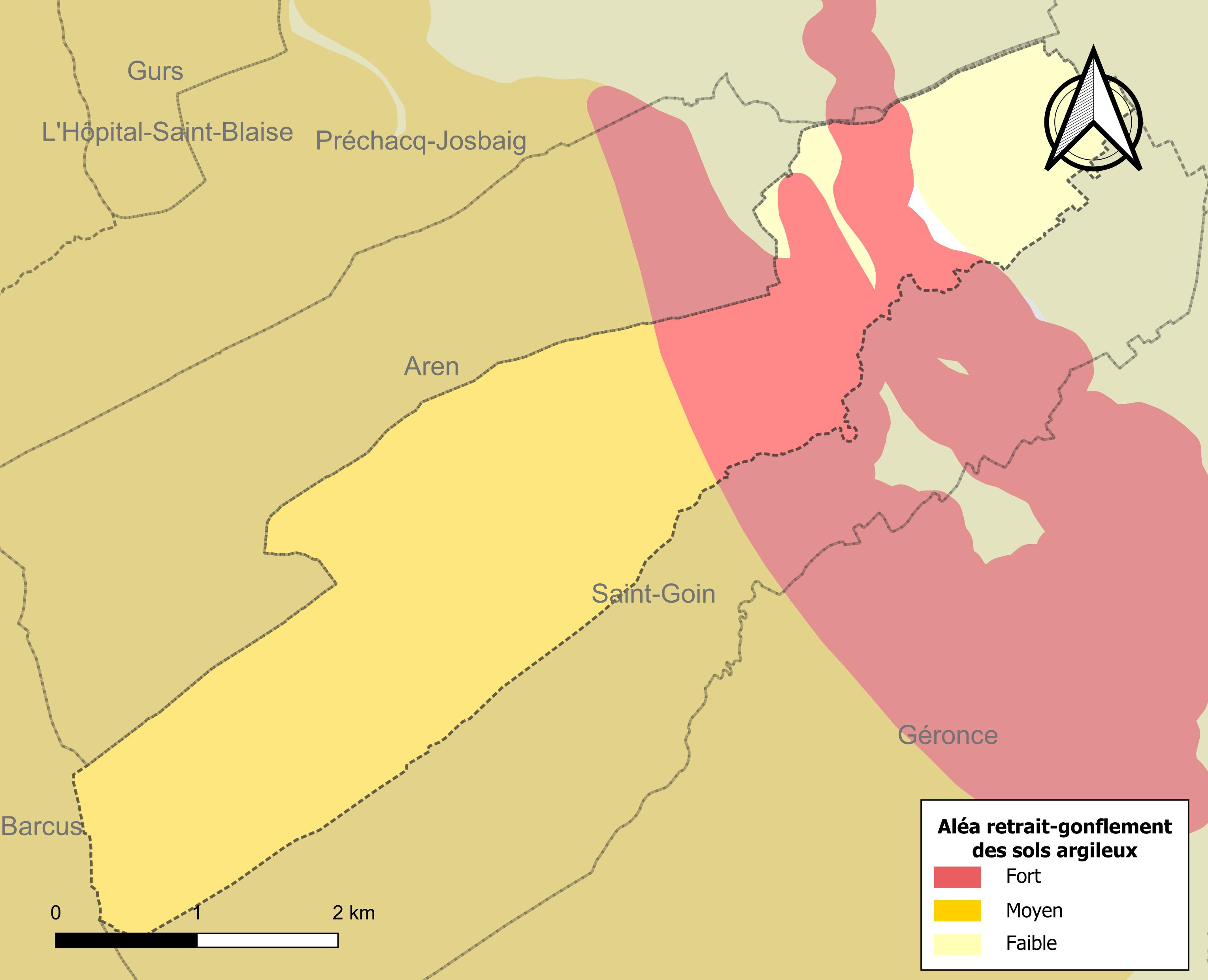
Carte des zones d'aléa retrait-gonflement des sols argileux de Geüs-d'Oloron.

Le retrait-gonflement des sols argileux est susceptible d'engendrer des dommages importants aux bâtiments en cas d’alternance de périodes de sécheresse et de pluie. 85,3 % de la superficie communale est en aléa moyen ou fort (59 % au niveau départemental et 48,5 % au niveau national). Depuis le 1er octobre 2020, en application de la loi ELAN, différentes contraintes s'imposent aux vendeurs, maîtres d'ouvrages ou constructeurs de biens situés dans une zone classée en aléa moyen ou fort,.

## Toponymie
Le toponyme Geüs apparaît sous les formes 
Yeus (1385, censier de Béarn), 
Jeus (1405, notaires de Navarrenx), 
Nostre-donne de Geus (1612, insinuations du diocèse d'Oloron) et 
Geus (1863, dictionnaire topographique Béarn-Pays basque).
Son nom béarnais est Gèus-d’Auloron ou Gèus-d’Aulouroû.

## Histoire
Paul Raymond note qu'en 1385 Geüs et Saint-Goin formaient une seule paroisse qui dépendait du bailliage d'Oloron et comptait 29 feux.

## Politique et administration
| Période                                  | Période | Identité                 | Étiquette      | Qualité |
| ---------------------------------------- | ------- | ------------------------ | -------------- | ------- |
| 1989                                     | 1995    | Laurent Lafarguette      | Sans étiquette |         |
| 1995                                     | 2001    | Didier Cazenave-Larroche |                |         |
| 2001                                     | 2008    | Didier Cazenave-Larroche |                |         |
| 2008                                     | 2014    | Didier Cazenave-Larroche |                |         |
| Les données manquantes sont à compléter. |         |                          |                |         |

### Intercommunalité
La commune fait partie de quatre structures intercommunales :
- la Communauté de communes du Haut Béarn ;
- le syndicat AEP du Vert ;
- le syndicat d’énergie des Pyrénées-Atlantiques ;
- le syndicat mixte forestier des chênaies des vallées basques et béarnaises.

## Population et société

### Démographie
L'évolution du nombre d'habitants est connue à travers les recensements de la population effectués dans la commune depuis 1793. Pour les communes de moins de 10 000 habitants, une enquête de recensement portant sur toute la population est réalisée tous les cinq ans, les populations de référence des années intermédiaires étant quant à elles estimées par interpolation ou extrapolation. Pour la commune, le premier recensement exhaustif entrant dans le cadre du nouveau dispositif a été réalisé en 2008.

En 2022, la commune comptait 262 habitants, en évolution de +4,8 % par rapport à 2016 (Pyrénées-Atlantiques : +3,78 %, France hors Mayotte : +2,11 %).
| 1793 | 1800 | 1806 | 1821 | 1831 | 1836 | 1841 | 1846 | 1851 |
| ---- | ---- | ---- | ---- | ---- | ---- | ---- | ---- | ---- |
| 303  | 297  | 324  | 316  | 326  | 330  | 347  | 306  | 335  |

| 1856 | 1861 | 1866 | 1872 | 1876 | 1881 | 1886 | 1891 | 1896 |
| ---- | ---- | ---- | ---- | ---- | ---- | ---- | ---- | ---- |
| 313  | 285  | 273  | 274  | 261  | 285  | 274  | 253  | 240  |

| 1901 | 1906 | 1911 | 1921 | 1926 | 1931 | 1936 | 1946 | 1954 |
| ---- | ---- | ---- | ---- | ---- | ---- | ---- | ---- | ---- |
| 258  | 256  | 257  | 225  | 209  | 207  | 193  | 176  | 158  |

| 1962 | 1968 | 1975 | 1982 | 1990 | 1999 | 2006 | 2008 | 2013 |
| ---- | ---- | ---- | ---- | ---- | ---- | ---- | ---- | ---- |
| 178  | 194  | 196  | 201  | 201  | 199  | 204  | 205  | 239  |

| 2018 | 2022 | - | - | - | - | - | - | - |
| ---- | ---- | - | - | - | - | - | - | - |
| 253  | 262  | - | - | - | - | - | - | - |

La commune fait partie de l'aire d'attraction d'Oloron-Sainte-Marie.

## Économie
L'activité est principalement agricole (élevage, pâturages, polyculture). La commune fait partie de la zone d'appellation de l'ossau-iraty.

## Culture locale et patrimoine

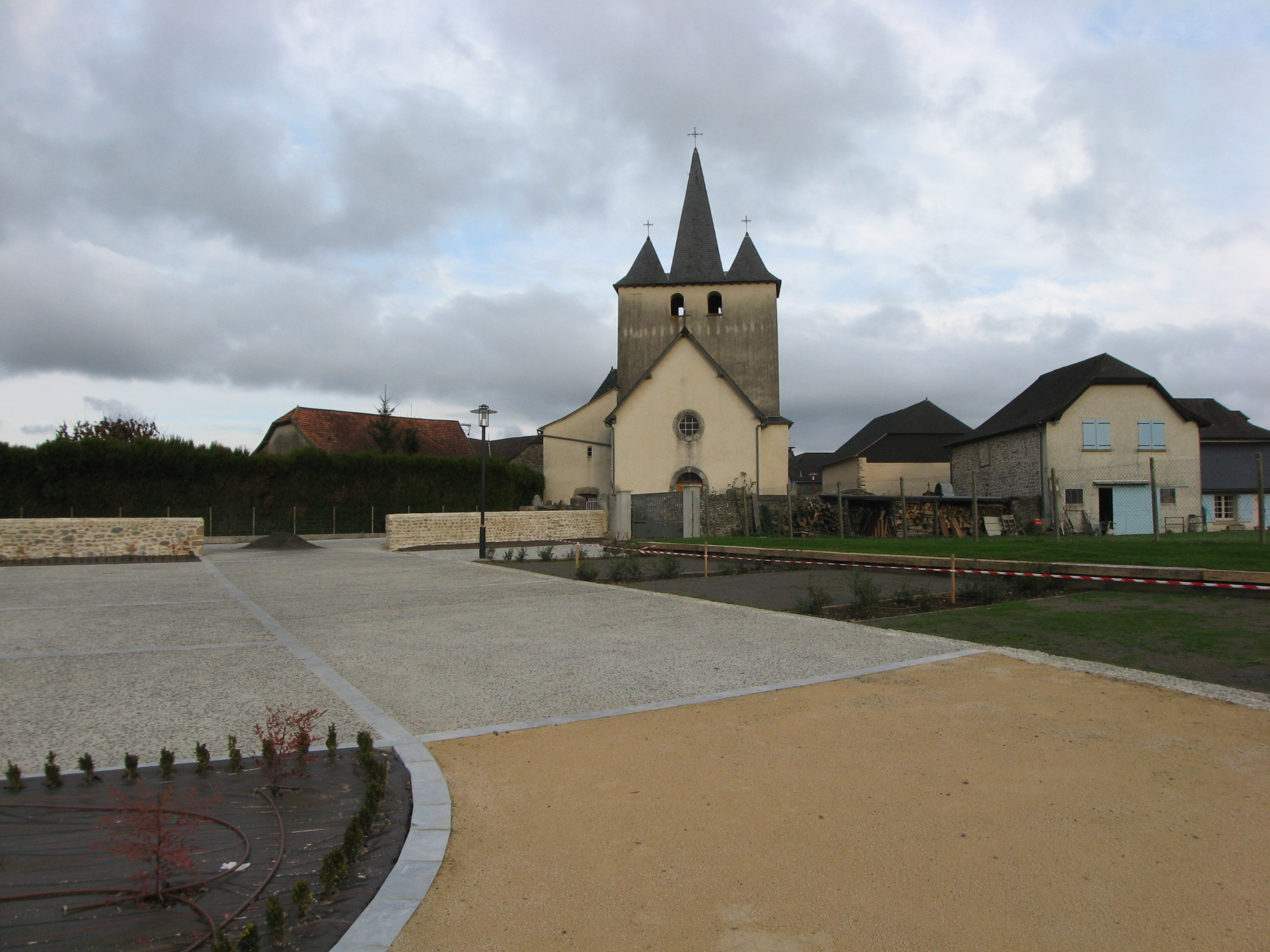
Le centre avec l'église.
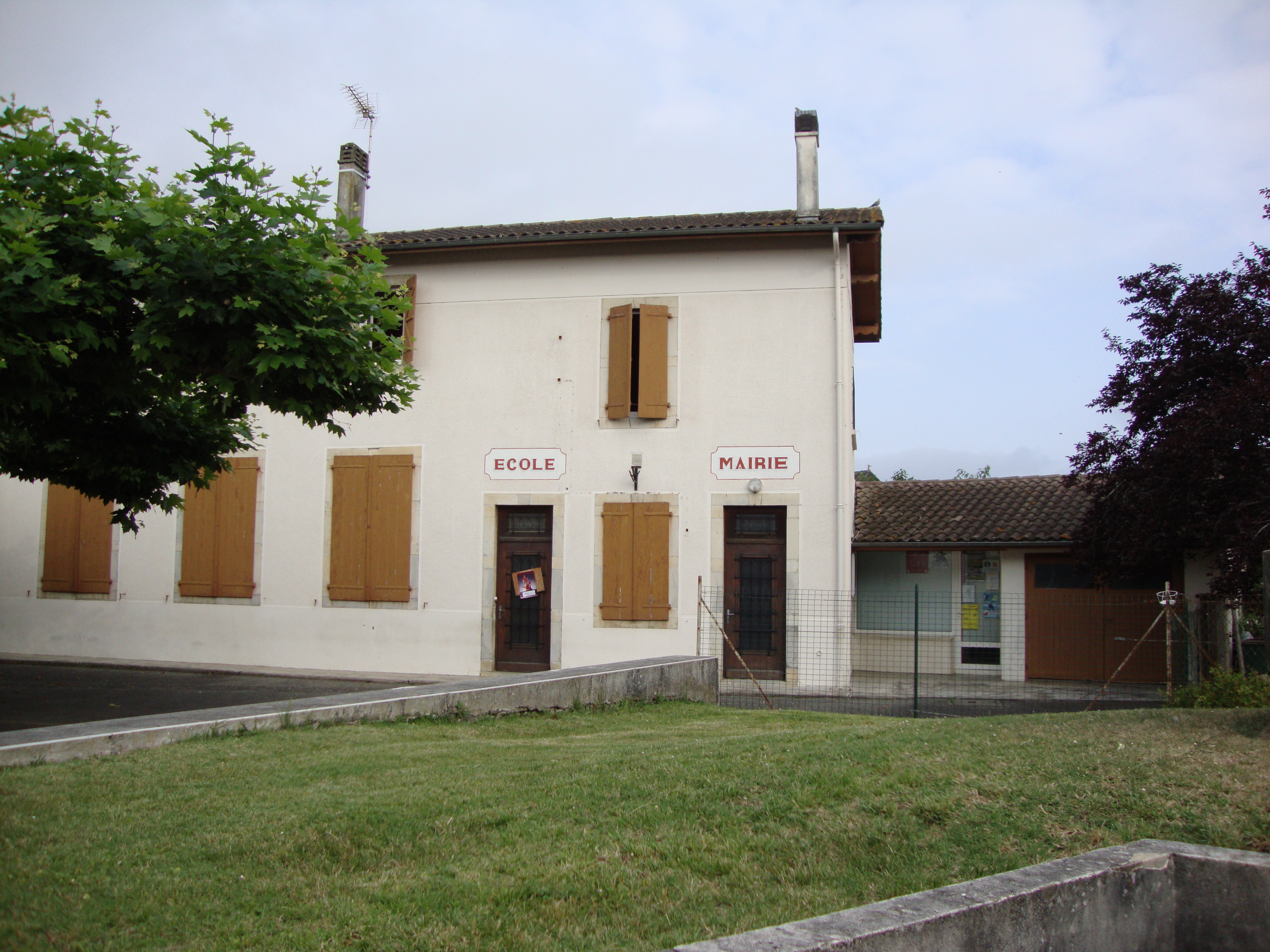
Mairie - école.

### Patrimoine religieux
L'église Notre-Dame, d'origine romane, a été partiellement reconstruite au XIXe siècle.

## Équipements
La commune dispose d'une école maternelle, d'un hôtel-restaurant (Chez Germaine), d'une pharmacie, d'une boulangerie-pâtisserie, d'un docteur en médecine générale.